# Калач
Калач (рус. Калач) град је у Русији у Вороњешкој области. Према попису становништва из 2010. у граду је живело 20046 становника.

## Географија
Површина града износи 20 km².

## Становништво
| 1939.  | 1959.  | 1970.  | 1979.  | 1989.  | 2002.  | 2010.  |
| ------ | ------ | ------ | ------ | ------ | ------ | ------ |
| 18.600 | 16.906 | 18.475 | 20.187 | 23.183 | 20.950 | 20.046 |